# Liskinskij rajon
Il Liskinskij rajon (in russo Лискинский район?) è un rajon dell'Oblast' di Voronež, in Russia; il capoluogo è Liski. Istituito nel 1928, ricopre una superficie di 1.950 km².